# Carlisle (Ohio)
Carlisle é uma vila localizada no estado norte-americano de Ohio, no Condado de Montgomery e Condado de Warren.

## Demografia
Segundo o censo norte-americano de 2000, a sua população era de 5121 habitantes.
Em 2006, foi estimada uma população de 5882, um aumento de 761 (14.9%).

## Geografia
De acordo com o United States Census Bureau tem uma área de
9,2 km², dos quais 8,8 km² cobertos por terra e 0,4 km² cobertos por água. Carlisle localiza-se a aproximadamente 270 m acima do nível do mar.

## Localidades na vizinhança
O diagrama seguinte representa as localidades num raio de 12 km ao redor de Carlisle.